# چارلز مکرس
چارلز مَکِرس (انگلیسی: Charles Mackerras؛ ‏‎/məˈkɛrəs/‎؛ ‏ ۱۷ نوامبر ۱۹۲۵ – ۱۴ ژوئیهٔ ۲۰۱۰) رهبر ارکستر، موسیقی‌دان و آهنگساز اهل استرالیا بود.
وی یکی از صاحب‌نظران برجسته در زمینهٔ اپراهای لئوش یاناچک و ولفگانگ آمادئوس موتسارت و اپراهای کمدی گیلبرت و سالیوان بود.